# Седерманланд (лен)

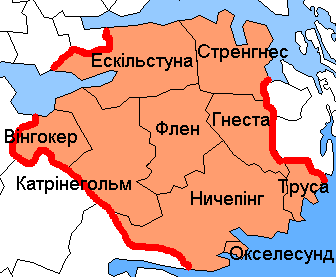
Комуни лену Седерманланд

Седерманланд (швед. Södermanlands län) — лен на узбережжі Балтійського моря у Швеції. Адміністративний центр — місто Ничепінг. Розташований у провінції (ландскапі) Седерманланд. Межує з ленами Естерйотланд, Еребру, Вестманланд, Уппсала та Стокгольм.
Лен заснований у 1634 році. Раніше називався Ничепінґ (швед. Nyköpings län).

## Адміністративний поділ
Адміністративно лен Седерманланд поділяється на 9 комун:
1. Комуна Вінгокер (Vingåkers kommun)
2. Комуна Гнеста (Gnesta kommun)
3. Комуна Ескільстуна (Eskilstuna kommun)
4. Комуна Катрінегольм (Katrineholms kommun)
5. Комуна Ничепінг (Nyköpings kommun)
6. Комуна Стренгнес (Strängnäs kommun)
7. Комуна Труса (Trosa kommun)
8. Комуна Укселесунд (Oxelösunds kommun)
9. Комуна Флен (Flens kommun)